# Vergil

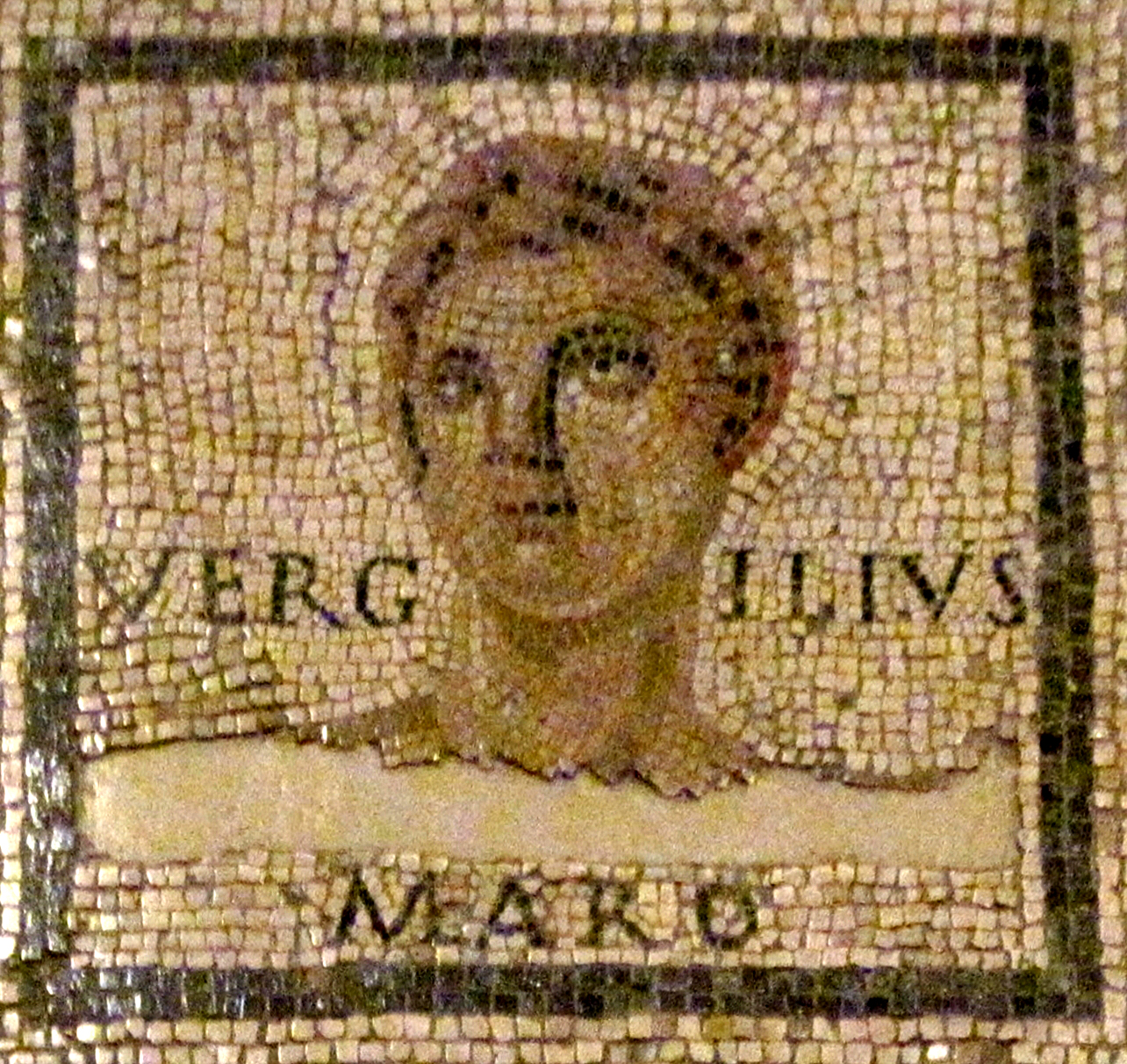
Darstellung von Vergil in einem Mosaik aus dem 3. Jahrhundert n. Chr. in Trier

Publius Vergilius Maro, deutsch gewöhnlich Vergil, spätantik und mittellateinisch Virgilius und später im Deutschen auch Virgil (* 15. Oktober 70 v. Chr. bei Mantua; † 21. September 19 v. Chr. in Brindisi) war ein römischer Dichter und Epiker, der während der Zeit der Römischen Bürgerkriege und des Prinzipats des Octavian (ab 27 v. Chr. Augustus) lebte. Er gilt als wichtigster Autor der klassischen römischen Antike und ist ein Klassiker der lateinischen Schullektüre. Neben Horaz und Lucius Varius Rufus, mit denen zusammen er zum Kreis des Gaius Maecenas gehörte, sowie den Elegikern Gaius Cornelius Gallus, Properz und Tibull dürfte Vergil bereits unter Zeitgenossen zu den bekanntesten Dichtern der „augusteischen Literatur“ gezählt haben. Seine Werke, die Eclogae (auch Bucolica), die Georgica und die Aeneis und deren Gedanken revolutionierten die lateinische Dichtung und sind kurz nach seinem Tode immer wieder abgeschrieben, herausgegeben, kommentiert und intertextuell verarbeitet worden.
Das Epos Aeneis liefert den Gründungsmythos bzw. die Vorgeschichte zur Gründung der Stadt Rom unter Verarbeitung der mythologischen Stoffe aus den homerischen Epen Ilias und Odyssee. Die Aeneis löste damit die Annales des Quintus Ennius quasi als römisches Nationalepos ab.

## Überblick

### Leben
So vielfältig und so spektakulär die Legendenbildungen um die Vita des eher zurückgezogen lebenden Dichters Vergil bereits zu seinen Lebzeiten waren (und dann besonders in den spätantiken Viten), so wenig Gesichertes ist von seinem Leben bekannt. Zahlreiche Rückschlüsse auf Vergils Leben stammen aus Andeutungen in seinen eigenen Werken. Diese losen Fakten jedoch im Lichte seiner Werke zu interpretieren wäre ein Zirkelschluss. Aus der Spätantike sind eine Reihe von Vergilviten erhalten, darunter kleinere Passagen im Vergilkommentar des Grammatikers Maurus Servius Honoratus und die Vita Donati, die in ihren Angaben auf die Vita Vergili des römischen Archivars Gaius Suetonius Tranquillus und einige weitere gemeinsame Quellen, die nicht mehr erhalten sind, zurückgehen könnte. Das Grabepigramm an der Via Puteolana zwischen Neapel und Puteoli, ein elegisches Distichon, das Vergils Leben und Werk gleichermaßen bedenkt, betont eindrücklich die gesamtitalischen Verdienste des Dichters:
Mantua me genuit, Calabri rapuere, tenet nunc
Parthenope; cecini pascua, rura, duces.
Mantua brachte mich hervor, Kalabrien raffte mich hinweg, nun birgt mich
Neapel. Ich besang Weiden, Felder, Herrscher.
Die Stationen seiner Werke, die er in mehr oder weniger gesicherter zeitlicher Abfolge schrieb, geben zugleich die Stationen seines Lebens wieder, die sich über ganz Italien erstrecken. Während er die Kindheit und Jugend im Norden (Mantua und Poebene) verbrachte und im Süden Italiens starb, wirkte und wirkt er weiter im Herzen Italiens, in seinem Wohnsitz Neapel.

### Werke

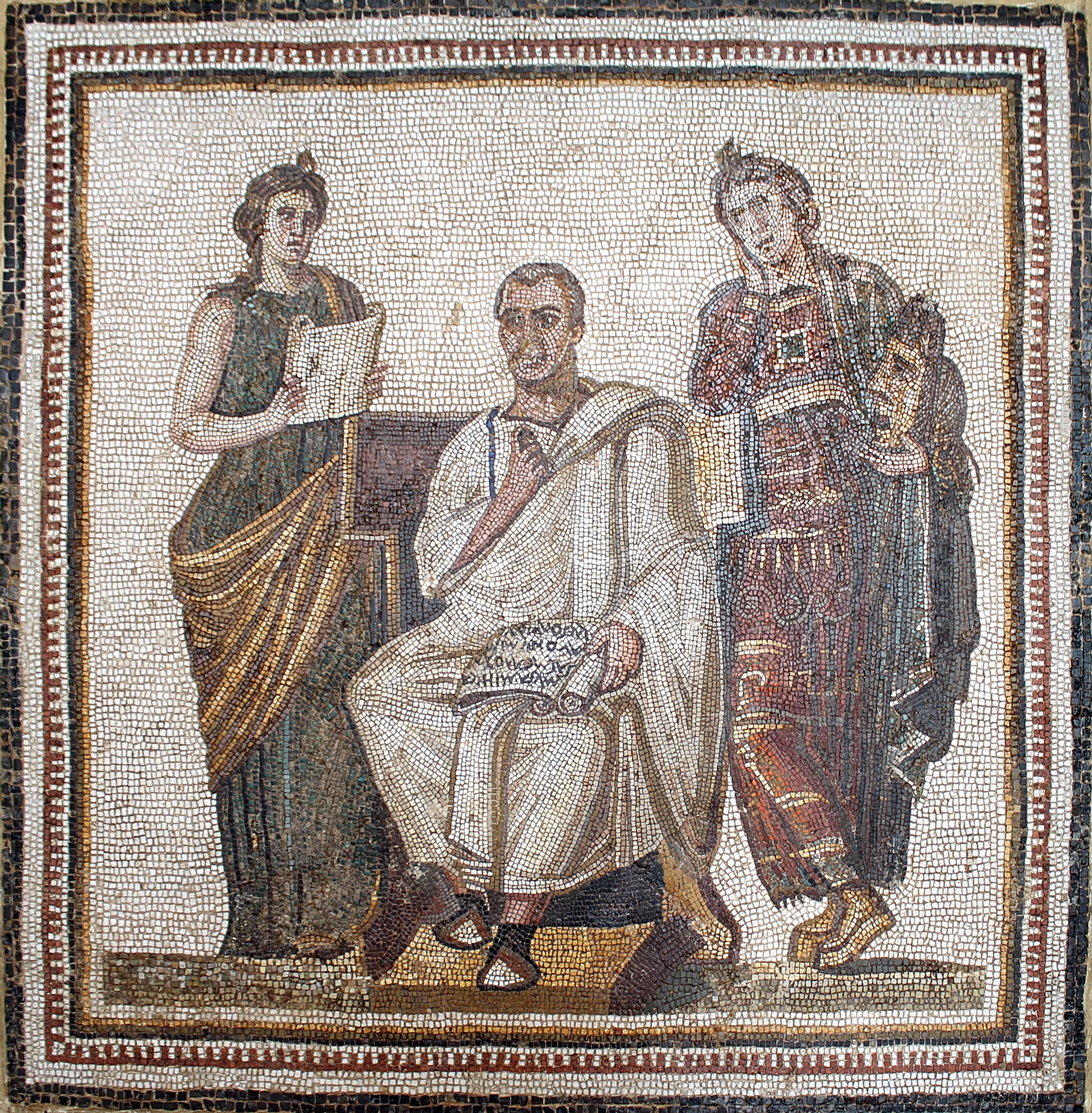
Mosaik aus Hadrumetum im Nationalmuseum von Bardo (Tunesien), spätes 2./frühes 3. Jahrhundert: Vergil bei der Abfassung der Aeneis, neben ihm die Musen Klio und Melpomene, auf seinem Schoß eine Schriftrolle mit Vers 8 der Aeneis, der sich an den Beginn der Odyssee anlehnt

Vergil führte die lateinische Sprache zu einer neuen Blüte. Er schrieb wie sein Vorgänger Quintus Ennius ein Epos mit über 12.000 Versen, wobei er in den Gestaltungsprinzipien der Tradition der alexandrinischen und neoterischen Dichtung folgte. Als poeta doctus („gelehrter Dichter“) arbeitete er cum lima („mit der Feile“) an seinen Werken und übersäte sie mit Anspielungen auf seine Vorgänger. Quintilian berichtet nach Aussagen des Lucius Varius Rufus, Vergil habe nur wenige Verse am Tag geschrieben, die er meist morgens verfasste, um sie am Nachmittag durchzusehen und am Abend wieder zusammenzustreichen. Er war in den unterschiedlichen philosophischen Lehren ebenso versiert wie in der Mythologie und den literarischen Gattungen, in denen seine Vorgänger geschrieben hatten.
Vergils Werke boten zahlreichen späteren Strömungen aus Kunst und Literatur Vorlagen und einen reichen Ideenfundus. Ein berühmtes Beispiel ist der 69. Vers der zehnten Ekloge Omnia vincit amor, et nos cedamus amori, den Vergil zum Andenken an das Werk seines Freundes Gaius Cornelius Gallus schrieb und den sich Minnesänger des 13. und 14. Jahrhunderts zum Wahlspruch nahmen.

## Leben
Vergil wurde als Sohn der Magia Polla und des Töpfers Vergilius Maro auf einem Landgut bei Mantua in Norditalien geboren. Die Lokalisierung seines Geburtsorts ist umstritten. Sie liegt mit großer Wahrscheinlichkeit nicht im früheren Pietole, wo keine Funde auf ein Landgut oder einen Besitz der Familie hindeuten. Gewöhnlich wird das Dorf Andes bei Mantua genannt. Die nahe Verbindung zum Landleben und zur bäuerlichen Welt wird später immer wieder sein Werk beeinflussen.
Zeitgenössische Hinweise auf Vergils Jugendjahre und seine Ausbildung finden sich fast ausschließlich in seinen eigenen Werken. Die meisten Fakten stammen erst von Sueton. Nach diesem erhielt Vergil die Toga virilis zum Eintritt ins Mannesalter mit 15 Jahren. Er weilte zu dieser Zeit in Cremona in einer Rhetorenschule. Eine umstrittene Frage ist, welche Rolle das Catalepton, ein ehemals Vergil zugeschriebenes Gedichtcorpus, das möglicherweise in die frühe Kaiserzeit datiert, hierbei spielt. Die dortigen Epigramme V und VIII berichten von Vergils Abfahrt von Cremona (V) zum Landgut des Epikureers Siro (VIII) in der Nähe von Neapel. Den Epigrammen zufolge wendete er sich zu dieser Zeit von der Rhetorik ab und der Dichtung zu (den Carmina). Die Echtheit des gesamten Gedichtcorpus ist zwar umstritten, sie datieren jedoch früher als die Aufzeichnungen Suetons. Diese erwähnen zusätzlich zu Vergils Ausbildung in Cremona einen Aufenthalt in Mailand und anschließend 53 v. Chr. die direkte Übersiedlung nach Rom. Sueton zufolge hat Vergil erst in dieser Zeit das Catalepton verfasst und außerdem Mathematik und Medizin studiert.
Jenseits seiner frühen Zuwendung zur Dichtung scheint Vergil rhetorisch unbegabt gewesen zu sein. Neben der Beschwerde über den drögen Redestoff im Catalepton überlieferte Ovid eine praefatio aus den Controversiae des Rhetoriklehrers Seneca maior, der Vergil als unbegabten Prosaiker und Redner darstellt. Sueton zufolge übte Vergil sich nach den Angaben eines Melissus einmal als Redner vor Gericht und sprach dort sehr langsam, fast wie ein Ungebildeter.
Zu Beginn der 40er Jahre des 1. Jahrhunderts v. Chr. weilte Vergil in Rom und Neapel, von wo aus er sein frühestes Werk, die Eklogen verfasste. Es ist möglich, dass er zu dieser Zeit engere Verbindungen zu neoterischen Dichterkreisen aufbaute, fast sicher kann eine Freundschaft mit den elegischen Dichtern Sextus Propertius und Cornelius Gallus gelten. Erst in den Eklogen tauchen weitere Bekanntschaften Vergils auf, die Genaueres über seine Stellung als Dichter in Rom verraten. Die sechste Ekloge nennt Varius Rufus und Gaius Helvius Cinna als großartige Dichter und Vorbilder. Die dritte Ekloge nennt Vergils damaligen Gönner Gaius Asinius Pollio.
In der Folge der Politik des zweiten Triumvirats führte Octavian, der spätere princeps, 40 v. Chr. Landenteignungen durch, die die Veteranen aus den Bürgerkriegen gegen die Republikaner entschädigen sollten. Vergils Familie in Mantua war von diesen Enteignungen betroffen. Die erste Ekloge thematisiert die Betroffenheit von einer solchen Vertreibung. Wie problematisch jedoch der Bezug der Eklogen auf Vergils Erlebnisse um die Landenteignungen ist, zeigt die neunte Ekloge. Hier erhält ein Dichter für seine Verdienste sein enteignetes Land zurück. Dafür, dass Octavian Vergils Familie das Land zurückerstattet habe, fehlt jedoch jede weitere Quelle, zumal der Dichter in derselben Ekloge Mantua betrauert, wohin er danach nie wieder zurückkehrte (Mantua, vae miserae nimium vicina Cremonae). Die letzte Erwähnung Mantuas findet sich in den Georgica.
Vergil gehörte in den 30er Jahren zu einem Dichterkreis um den Kunstförderer Gaius Maecenas, einem Offizier Octavians. Horaz erwähnt ihn neben Plotius Tucca und Varius Rufus in seinen Satiren. Varius und Vergil hätten ihn bei Maecenas vorgeschlagen. Die Dichter begleiteten Maecenas oft auf Reisen und zu politischen Anlässen. Zur Übereinkunft der beiden Triumvirn Marcus Antonius und Octavian reisten sie zusammen mit Maecenas nach Brundisium, sie wurden zu Rezitationen in sein Haus am Esquilin geladen oder machten Ausflüge zu seiner Villa in Capua. Vergil schrieb zu dieser Zeit an den Georgica, seiner Schrift über den Landbau, die Maecenas gewidmet ist. In diese Zeit fällt auch Octavians Sieg in der Schlacht bei Actium 31 v. Chr. Dieser empfing im ersten Buch der Georgica eine außerordentliche Ehrung von Vergil und einen Lobpreis auf seine Göttlichkeit. Im dritten Buch der Georgica erwähnt der Dichter, ein Epos für die ruhmvollen Taten Octavians zu schreiben. Ob dies im direkten Zusammenhang mit der bald nach 35 v. Chr. begonnenen Aeneis steht, also die Absicht des Autors wiedergibt, ist durch fehlende Quellen nicht zu entscheiden.
Wann Vergil die Arbeit an der Aeneis begann, ist nicht bekannt. Die Problematik bei der Datierung seiner Arbeit besteht darin, dass nach den Georgica und den Bucolica bereits die Zeitgenossen hohe Erwartungen an das Werk stellten und den Dichter in diesem Sinne stilisierten. Exemplarisch verdeutlicht das das dritte Gedicht des ersten Odenbuchs von Horaz. Hier spricht der Dichter ein Schiff, das seinen Freund Vergil sicher von dessen Fahrtziel aus attischen Gefilden zurück nach Rom leiten solle, mit den Worten an: navis, quae tibi creditum debes Vergilium: finibus Atticis reddas incolumem precor […]. Wenn sich der Dichter hier auf eine reale Reise Vergils nach Athen beruft, so ist von ihr nichts weiter bekannt als das, was die Ode selbst sagt. Wenn die Ode älter datiert, könnte das Schiff genauso eine Metapher für die Irrfahrten in den ersten sechs Büchern der Aeneis sein und die Bitte um Vergils Rückkehr eine Bitte darum sein, dass ihm die Fertigstellung dieser Bücher leicht von der Hand gehe. Die Vita Suetons, die das Datum 31 v. Chr. nennt (ein Buch für jedes verbleibende Jahr seines Lebens = 12 Bücher Aeneis), gibt allenfalls den ungefähren Zeitraum für Vergils Beschlussfassung an (Ende der 30er Jahre).

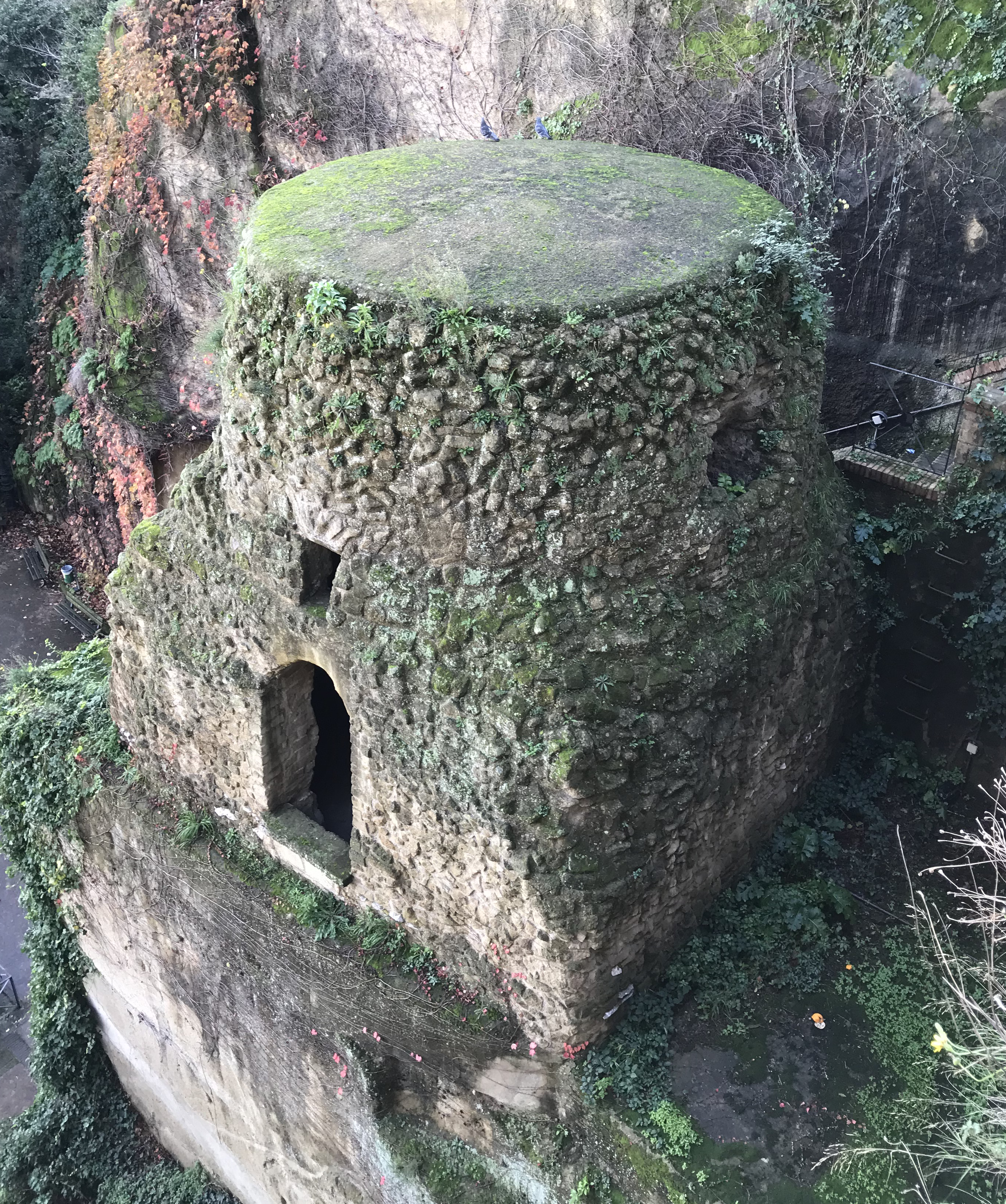
Vermutetes Grab Vergils im Parco Virgiliano a Piedigrotta in Neapel

Die letzten Jahre Vergils sind nur in Suetons Vita dargelegt. Der Vita zufolge hatte sich Vergil Ende der 20er Jahre vorgenommen, die Arbeit an der Aeneis mit einer dreijährigen Reise in den Osten des Römischen Reiches abzuschließen, während derer er die Schauplätze der Handlung besichtigen und das Werk darauf basierend verbessern wollte. Anschließend wollte er sich zur Ruhe setzen und sein restliches Leben der Philosophie widmen. Auf dem Weg in den Osten traf er Augustus, der von seinem Sieg über das Partherreich zurückkehrte, und schloss sich ihm an. In Megara soll ihn ein heftiges Fieber ereilt haben und als er mit Augustus in Brundisium an der italischen Südspitze ankam, sei er dort bald nach der Ankunft verstorben. Er sei verbrannt und seine Asche nach Neapel gebracht worden, wo sie in einem Grabhügel beigesetzt wurde. Ob die Asche tatsächlich in dem heutigen Grabhügel am Fuße des Posillipo im Parco Virgiliano a Piedigrotta bei Neapel liegt, ist nicht sicher.
Über Vergils Aussehen und seinen Charakter wird erst bei den Literaturhistorikern des 2. Jahrhunderts spekuliert. Zeitgenössische Angaben sind jedoch mit ebenso großer Vorsicht zu betrachten. Horaz erwähnt im dritten Stück seines ersten Satirenbuchs einen Freund, der häufig an seiner Seite anzutreffen war und einen lächerlichen Anblick bot. So soll er einen bäuerlichen Haarschnitt, eine ungebügelte Toga und lose Stiefel getragen haben, aber ein guter Mensch und ein aufrichtiger Freund gewesen sein. Diese philosophischen Ausführungen stehen im Dienst von Horaz’ Satire und hatten nicht den Zweck, den realen Zustand des Dichters detailgetreu abzubilden. Die Formulierung über das bäuerliche Auftreten Vergils hat zumindest Parallelen bei Sueton, der den Dichter ebenfalls als rusticanus, hager und braungebrannt beschrieb. Dem Biographen zufolge war er zudem für Krankheiten leicht anfällig und hatte Magen- und Lungenprobleme. Sueton beschreibt Vergil als sehr zurückhaltenden, fast scheuen Menschen, der sich gerne vor den Geschäften aus der Stadt flüchtete.
Über Vergils Privatleben ist wenig bekannt. Er soll zwei Güter im kalabrischen Tarent (georg. 2, 197ff.) und in Kampanien bei Neapel besessen haben. Sueton erwähnt zusätzlich ein von Maecenas geschenktes Stadthaus in Rom bei den horti Maecenati.
Bereits unter Zeitgenossen war Vergils eventuelle Homosexualität und Vorliebe für Knaben ein Thema. Properz widmete dem Hirtenjungen Alexis aus der zweiten Ekloge einige Verse in seiner zweiten Elegie, in denen er das Glück eines Grundbesitzers besingt, der nur seinen Alexis lieben muss und nicht den Dienst der Liebe (servitium amoris) an einer Frau zu erfüllen hat. Ähnliche Erwähnungen finden sich bei Martial und Sueton wieder.

## Werk

### Catalepton (Appendix Vergiliana)
Das Catalepton (griech. katá leptón: in feiner, zarter Manier verfasste Gedichte) sind achtzehn kurze Gedichte (14 Epigramme, drei Priapea, eine Sphragis), die zusammen mit einigen Epyllien immer wieder mit Vergils Werken überliefert wurden (in der Appendix Vergiliana). Der Großteil dieser Werke gilt nach Meinung vieler moderner Forscher als nicht von Vergil verfasst. Ob einzelne Gedichte des Corpus (nämlich die Epigramme V und VIII) nicht doch vom Jugenddichter Vergil geschrieben sein könnten, ist indes im Urteil umstritten. Diese zwei Gedichte geben anscheinend biographische Auskunft über Vergils Neigungen, sich von der Rhetorik abzuwenden und auf das Landgut des Epikureers Siro zu ziehen. Ein späterer Epikureismus Vergils, ähnliche dem seines Dichterkollegen Horaz, ist jedoch aus Vergils Werken nicht ersichtlich. Die Echtheit des achten Epigramms ist umstritten, weil der Verfasser dort beklagt, dass Cremona, wo Siro angeblich sein Gütchen hatte, und Mantua von den Landenteignungen der Bürgerkriege stark betroffen seien. Bereits in den 1970er Jahren wies der deutsche Altphilologe Heinrich Naumann entgegen der Meinung Büchners u. a. darauf hin, dass Vergil durch seine Lebensumstände keinen Grund gehabt habe, um Cremona zu trauern, und dies später (zum Beispiel in den Bucolica) auch nicht mehr getan hat.
Die Epyllien und Lehrgedichte der Appendix Vergiliana gelten in der heutigen Forschung durchweg als unecht. Es sind dies:
- die Lehrgedichte Moretum („Das Kräuterkäsgedicht“, bäuerliches Handkäserezept) und Aetna (über Vulkanismus) [spätes 1. Jahrhundert v. Chr. bzw. Mitte des 1. Jahrhunderts n. Chr.],
- die Kurzepen Culex („Die Mücke“) und Ciris („Der Reiher“) [14–37 n. Chr.],
- die Dirae („Verwünschungen“ eines Bauern, der von seinem Gut vertriebenen wurde) [früher Prinzipat],
- die zwei Elegiae ad Maecenatem [unsichere Datierung],
- die Copa („Wirtin“) (über eine tanzende syrische Wirtin).

Siehe auch: Appendix Vergiliana.

### Eklogen (Bucolica)

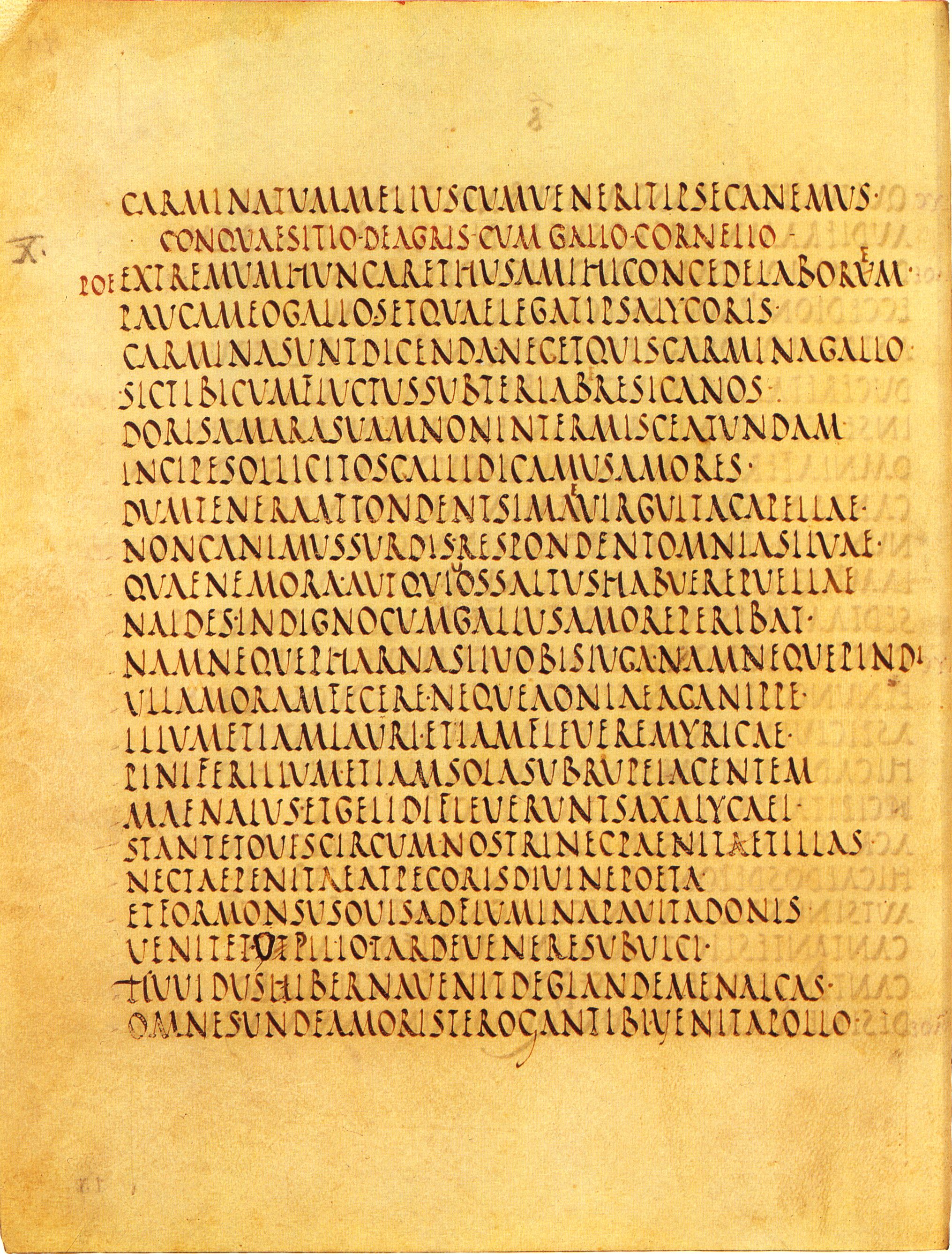
Vergilius Palatinus: Vergil, Eclogae in der Handschrift Vatikanstadt, Biblioteca Apostolica Vaticana, Palatinus lat. 1631, fol. 15v, um 500

Die Eklogen oder Bucolica sind eine Sammlung von zehn Hirtengedichten Vergils, die etwa zwischen 43 und 39 v. Chr. entstanden sind. Als historischer Hintergrund erscheinen vor allem in der ersten und neunten Ekloge die Landverteilungen der Jahre 42/41 nach der Niederlage von Brutus und Cassius, den Mördern Caesars, bei denen die entlassenen Soldaten der Sieger auf enteignetem Land in Italien angesiedelt wurden. Dass auch das Landgut Vergils bei Mantua beschlagnahmt worden sei, er jedoch seinen Grundbesitz von Octavian zurückerstattet bekommen habe, hat man bereits in der Spätantike aus dem ersten Gedicht (entstanden wohl 40 v. Chr., nach Meinung Clausens erst 35 v. Chr.) entnehmen wollen.

### Georgica
Bald gehörte Vergil zum Kreis um Gaius Maecenas, einer von Octavians frühen Verbündeten, der später Dichter wie Vergil und Horaz förderte und ihnen zu Bekanntheit in Roms einflussreichen Kreisen verhalf. Nachdem die Eclogae vollendet waren, arbeitete Vergil von 37 bis 29 v. Chr. an den Georgica („Über den Landbau“), die Maecenas gewidmet sind.

### Aeneis
Octavian, der Antonius in der Schlacht bei Actium 31 v. Chr. geschlagen hatte und vier Jahre später vom römischen Senat den Titel „Augustus“ verliehen bekam, soll Vergil gedrängt haben, ein Epos zum Ruhm seiner Herrschaft zu schreiben. Vergils Antwort war die Aeneis, die die letzten zehn Jahre seines Lebens in Anspruch nahm.

## Vergils Tod und Nachleben

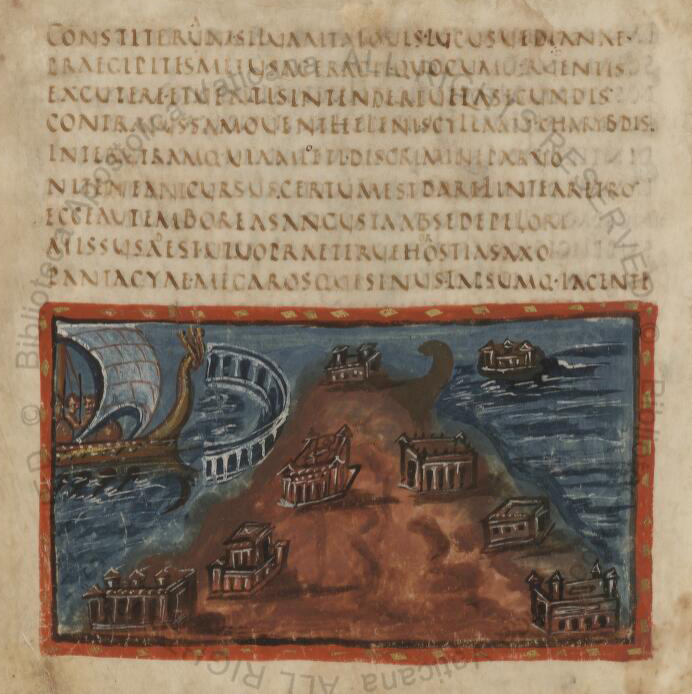
Vergilius Vaticanus: Vergil, Aeneis, 3. Buch, Szene: Aeneas umsegelt Sizilien und landet in Drepanum, in der Handschrift Vatikanstadt, BAV, lat. 3225, fol. 31v, um 400

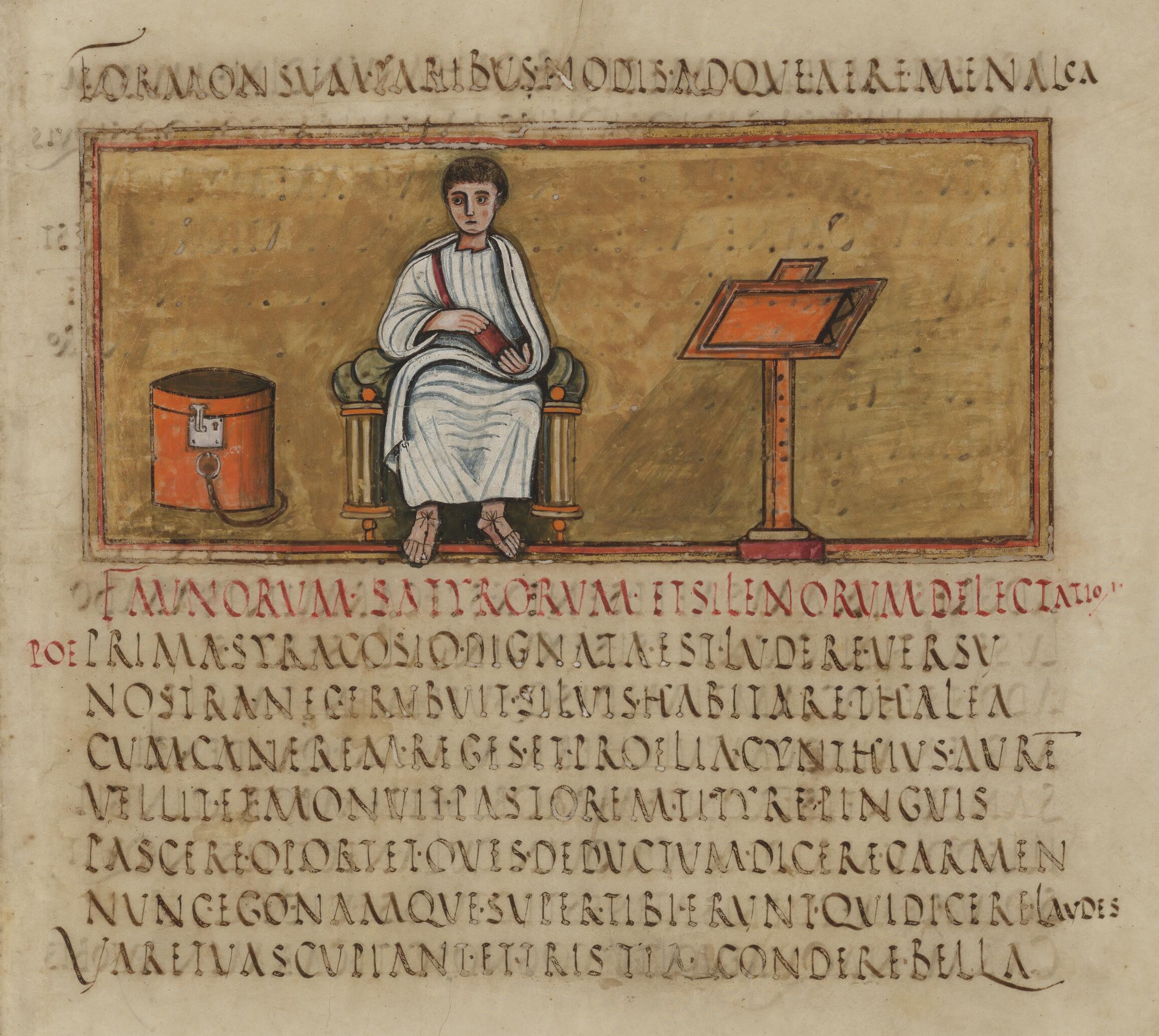
Vergilius Romanus: Vergil (Porträt des Dichters), in der Handschrift Vatikanstadt, BAV, lat. 3867, fol. 3v, 5./6. Jahrhundert

Vergil starb, ohne die Aeneis vollenden zu können. Augustus befahl Vergils Nachlassverwaltern Varius und Tucca, die Aeneis so wenig bearbeitet wie möglich zu veröffentlichen.
In der Spätantike verfasste Gorippus ein an Vergils Aeneis angelehntes Epos namens Johannis; es stellt einen letzten bedeutenden Beitrag zur antiken lateinischen Literatur dar. Ungefähr zur selben Zeit – im 6. Jahrhundert – verfasste Fulgentius eine allegorische Deutung der Aeneis aus christlicher Sicht. Vergil gehört zu den wenigen Autoren, deren Schriften in relativ vielen Handschriften aus der Antike erhalten sind. Dazu gehören zwei reich illustrierte Codices: der Vergilius Vaticanus und der Vergilius Romanus.
Im Mittelalter galt Vergil als der Dichter schlechthin und zugleich als Vorbote des Christentums – in der 4. Ekloge wird die Geburt eines Knaben in Worten vorausgesagt, die stark an Christi Geburt erinnern. Dante machte Vergil, der in seinem Werk ja den höllischen Ort der Abgeschiedenen beschrieben hatte, zum Führer in seiner Göttlichen Komödie. Im späten Mittelalter kursierten um seine Person eine Reihe von sagenhaften Geschichten, in denen er als mächtiger Zauberer auftritt, der sich um Neapel und Rom verdient macht, aber auch Misserfolge erleidet (siehe Vergilsagen des Mittelalters).
In der Weimarer Klassik wurde seiner unter anderem durch die Anlegung der Vergilgrotte Tiefurt gedacht. Die Reale Accademia di Scienze e Belle Lettere in Mantua übernahm auf Anordnung von Napoleon Bonaparte Vergils Namen und heißt heute Accademia Nazionale Virgiliana. Die Person des Dichters steht im Zentrum von Hermann Brochs Roman Der Tod des Vergil.
1990 wurde der Asteroid (2798) Vergilius nach ihm benannt.
Die Pflanzengattung Virgilia L’Hér. aus der Familie der Korbblütler (Asteraceae) wurde 1788 nach ihm benannt.

## Namensformen
Die spätantike Volksetymologie brachte den Namen des Dichters als Virgilius mit dem lateinischen virga, „Rute“ in Zusammenhang. (Ein goldener Zweig, der an einer Stelle auch virga genannt wird (Aeneis VI, 144), ermöglicht Aeneas im sechsten Buch der Aeneis den Zugang zur Unterwelt.) Die Form Virgilius ist in den romanischen Sprachen bis heute ausschließlich in Gebrauch, vgl. französ. Virgile, italien. und span. Virgilio, portug. Virgílio. Im Deutschen und Englischen stehen älteres Virgil und neueres, an die klassische Antike angenähertes Vergil nebeneinander. Einige wenige Linguisten brachten seinen Namen jedoch auch mit dem lateinischen vergalilius in Verbindung, was so viel heißt wie „Der Gesegnete“.

## Textausgaben

### Lateinischer Text
- P. Vergili opera recognovit brevique adnotatione critica instruxit, hrsg. von F. A. Hitzel (Scriptorum classicorum bibliotheca Oxoniensis). Oxford, London und New York 1900.
- Vitae Vergilianae Antiqvae. Vita Donati. Vita Servii. Vita Probiana. Vita Focae. S. Hieronymi Excerpta, hrsg. von Colin Hardie. Clarendon Press, Oxford 1966.
- P. Vergilius Maro: Opera, hrsg. von Roger A. B. Mynors. Clarendon Press, Oxford 1969, ISBN 978-0-19-814653-7.
- P. Vergilius Maro: Aeneis, hrsg. von Gian Biagio Conte (Bibliotheca Teubneriana). de Gruyter, Berlin 2009, ISBN 978-3-11-019607-8. 2. Auflage („editio altera“) 2019, ISBN 978-3-11-064737-2.
- P. Vergilius Maro: Bucolica (hrsg. von Silvia Ottaviano), Georgica (hrsg. von Gian Biagio Conte) (Bibliotheca Teubneriana). de Gruyter, Berlin/Boston 2013, ISBN 978-3-11-019608-5.

### Lateinischer und deutscher Text
- P. Vergilius Maro: Bucolica/Hirtengedichte, hrsg. und übersetzt von Michael von Albrecht. Reclam, Stuttgart 2001, ISBN 978-3-15-018133-1.
- P. Vergilius Maro: Bucolica, lateinisch/deutsch, hrsg. und übersetzt von Winfried Tilmann. Edition XIM Virgines, Düsseldorf 2011, ISBN 978-3-934268-88-3.
- P. Vergilius Maro: Georgica/Vom Landbau, hrsg. und übersetzt von Otto Schönberger. Reclam, Stuttgart 1994, ISBN 978-3-15-000638-2.
- P. Vergilius Maro: Landleben: Catalepton. Bucolica. Georgica. Vergil-Viten, hrsg. und übersetzt von Johannes und Maria Götte und Karl Bayer. 6. vollst. durchges. und verb. Auflage, Artemis & Winkler, Düsseldorf und Zürich 1994, ISBN 978-3-7608-1651-7.
- P. Vergilius Maro: Bucolica, Georgica / Hirtengedichte, Landwirtschaft (lateinisch/deutsch), hrsg. von Niklas Holzberg und Bernhard Zimmermann, übersetzt von Niklas Holzberg. Berlin 2016, ISBN 978-3-11-044312-7.
- P. Vergilius Maro: Aeneis, hrsg. und übersetzt von Gerhard Fink. Artemis & Winkler, Düsseldorf und Zürich 2005, ISBN 978-3-7608-1740-8.
- P. Vergilius Maro: Aeneis, hrsg. und übersetzt von Edith und Gerhard Binder. Reclam, Stuttgart 2008, ISBN 978-3-15-010668-6.